# Felús

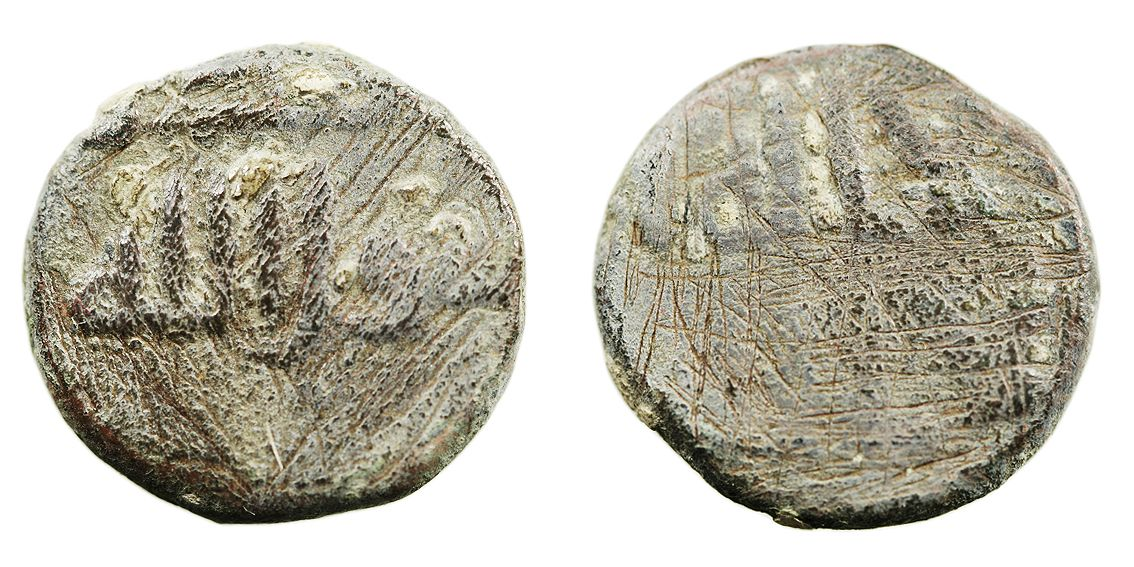
Felús del emirato de Córdoba.

Con el nombre de felús se designa genéricamente a un tipo de monedas de escaso valor que se acuñaron en España durante la época de la dominación musulmana. Eran monedas de cobre (a diferencia de la mayoría de las monedas arábigo-españolas, que eran de oro o de plata) y se acuñaron ocasionalmente, de manera exclusiva durante la época inicial de la invasión musulmana de España, en el siglo VIII de la Hégira (hacia los siglo IX y X de la era cristiana), y en el reino nazarí de Granada.

## Etimología
El nombre procede de árabe marroquí "flus", pl. "fulus", y este término a su vez procede del griego antiguo "phóllis" (φόλλις), que llegó al árabe a través del arameo). El término procede probablemente del plural árabe; sin embargo, se ha castellanizado en forma singular, y en nuestro idioma se emplea el plural feluses. En Marruecos, la palabra flus significa dinero; especialmente, en monedas de poco valor.